# Hermann Julius Schlösser
Hermann Julius Schlösser (* 21. Dezember 1832 in Elberfeld; † 21. Juni 1894 in Rom) war ein deutscher Historien-, Akt- und Porträtmaler der Düsseldorfer Schule, der sich zeitweise auch als Bildhauer versuchte. Seit 1862 in Rom lebend zählt er zu den späten Deutschrömern.

## Leben
Schlösser besuchte von 1852 bis 1856 die Kunstakademie Düsseldorf. Dort war Karl Ferdinand Sohn sein Lehrer. In Paris, wohin er sich danach begeben hatte, sorgte er durch das „frivol-romantisch“ aufgefasste Bild einer Jeanne d’Arc für Aufsehen.  Im Alter von 27 Jahren erhielt er von der Berliner Kunstakademie den großen Preis für Geschichtsmalerei. 1862 zog er für den Rest seines Lebens nach Rom. Er erwarb sich den Ruf eines Historienmalers für griechische Mythologie und preußische Nationalromantik. Bekannt wurde er für die „Vorführung schöner Körpergestalten“ in „realistischer Auffassung“ des dargestellten Mythos. Das Bild Venus Anadyomene, aus den Meereswellen emporschwebend, umgeben von Tritonen, Nereiden und Amorinen, das er zur Berliner akademischen Kunstausstellung des Jahres 1870 eingereicht hatte, wurde von dem preußischen Kultusminister Heinrich von Mühler beanstandet, anschließend von einem Konsortium von Kunstfreunden gekauft und in vielen Städten ausgestellt. Auch als Plastiker versuchte er sich, indem er für ein Kaiser-Wilhelm-Denkmal seiner Vaterstadt Elberfeld einen Entwurf einreichte sowie sein Bild Thetis von Peleus überrascht, für das er in Berlin eine kleine Goldmedaille erhalten hatte, in Wachs übertrug. 1896 wurde Schlössers Nachlass in München verkauft.

## Werk (Auswahl)

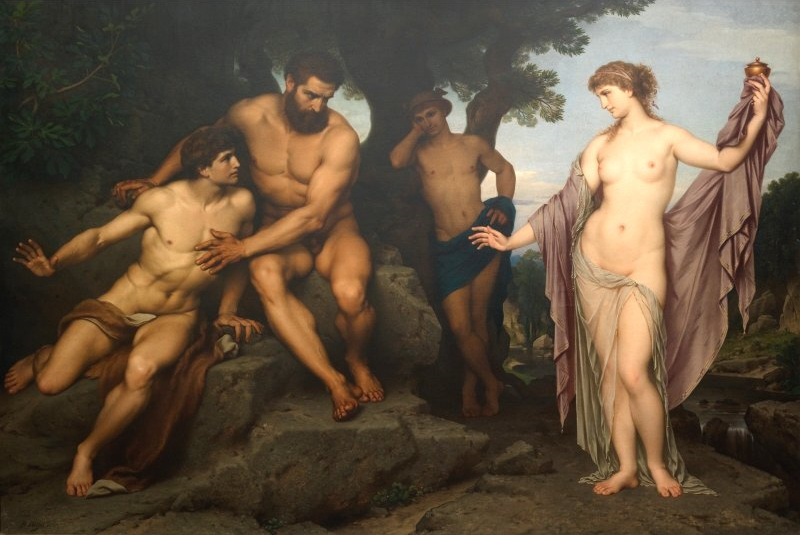
Ölgemälde Prometheus und Epimetheus vor Pandora, Nationalgalerie

- Die Apotheose König Wilhelms I. nach dem preußischen Sieg über den Deutschen Bund unter der Führung Österreichs 1866, 1869, Von der Heydt-Museum, Wuppertal[1]
- Venus Anadyomene, aus den Meereswellen emporschwebend, umgeben von Tritonen, Nereiden und Amorinen, ausgestellt in Berliner Akademie-Ausstellung 1870, dort von einem Konsortium aufgekauft, 1872 von einem Wiener Bankier erworben, danach angeblich beschädigt und verschollen, 1891 auf einer Verkaufsausstellung des Wiener Künstlerhauses wieder aufgetaucht
- Thetis, von Peleus überrascht, Rom 1872, Berliner Akademie-Ausstellung 1872, Wiener Weltausstellung 1873, seit 1874 in der Hamburger Kunsthalle
- Theseus und Ariadne, Berliner Akademie-Ausstellung 1876, Ausstellung des Kasseler Kunstvereins 1877
- Prometheus und Epimetheus vor Pandora, seit 1878 in der Berliner Nationalgalerie[2]
- Karl der Große überreicht dem Kaiser Wilhelm das Reichsschwert, Apotheose, 1896 in einer Verkaufsausstellung des Nachlasses in München
- Das Urteil des Paris
- Römerin im Bade
- Diana und ihr Gefolge
- Die Bergpredigt, Sopraporte
- Der Tanz um das Goldene Kalb, Sopraporte (Gegenstück zur Bergpredigt)
- Mars erblickt die schlafende Rhea
- Thetis, dem Meere entsteigend, besänftigt den Zorn des Archilles
- Herkules befreit die gefesselte Hesione, Karton